# Villiers-en-Bière
Villiers-en-Bière is een gemeente in het Franse departement Seine-et-Marne (regio Île-de-France) en telt 196 inwoners (1999). De plaats maakt deel uit van het arrondissement Melun.

## Geografie
De oppervlakte van Villiers-en-Bière bedraagt 10,5 km², de bevolkingsdichtheid is 18,7 inwoners per km².
De onderstaande kaart toont de ligging van Villiers-en-Bière met de belangrijkste infrastructuur en aangrenzende gemeenten.

## Demografie
Onderstaande figuur toont het verloop van het inwonertal (bron: INSEE-tellingen).